# Biagio Ghilini

Stemma Ghilini

Biagio Ghilini (... – Milano, 1473) è stato un monaco cristiano e abate italiano.

## Biografia
Nipote di Simonino Ghilini - patrizio alessandrino della casata dei Ghilini e cugino di suo figlio Facino Stefano - Biagio fu monaco benedettino cistercense e uno dei primi letterati del suo tempo.
Il 9 aprile 1440, già abate della Basilica di San Simpliciano a Milano, fu eletto abate della Basilica di sant'Ambrogio, con il titolo di conte, in luogo di suo cugino Facino Stefano. Ancora nel 1451 fu in contestazione con Facino Stefano, per questioni riflettenti la sua amministrazione della basilica ambrosiana.
Venne inviato da papa Eugenio IV in missione presso la Repubblica di Genova e, in seguito, quando Francesco Sforza divenne duca di Milano, furono avallate le sue istanze relative alla conferma - per i monaci di sant'Ambrogio - dei feudi di Limonta e Civenna.
Papa Pio II volle elevarlo, nel 1460, alla cattedra arcivescovile di Milano ma egli ricusò quell'onore asserendo amar meglio servire Dio nella pace del chiostro che governare tante anime.
Morì a Milano nel 1473.